# مدل بدلی از حافظه کاری

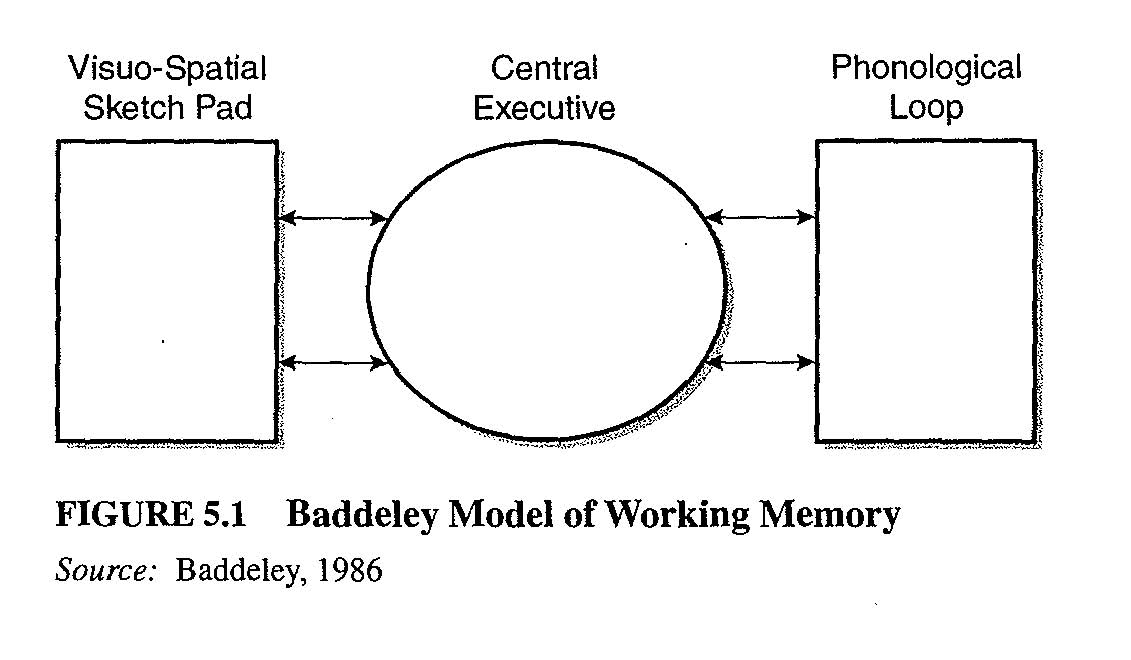
اولین مدل حافظه کاری بدلی (بدون انباره رویدادی)

مدل بدلی از حافظه کاری یک مدل از حافظه انسانی است که توسط آلن بدلی و گراهام هیچچ در سال ۱۹۷۴ در تلاش برای ارائه مدل دقیق تری از حافظه اولیه (که اغلب به آن حافظه کوتاه‌مدت گفته می‌شود) ارائه شده‌است. حافظه کاری به جای آنکه آن را یک ساختار واحد تقسیم کند، حافظه کوتاه مدت را به چندین مؤلفه تقسیم می‌کند.